# Born Again
Born Again е единадесети студиен албум на британската хевиметъл група Black Sabbath, издаден през август 1983 г. Албумът е остро критикуван от критиците при издаването си, но въпреки това достига #4 в британските класации и влиза в топ 40 в САЩ.

## Промени в състава
В албума вокалист е Иън Гилън, бившия певец на Deep Purple, който се присъединява към Black Sabbath през 1983 г., на мястото на напусналия Рони Джеймс Дио. Освен него в групата се завръща оригиналния барабанист Бил Уорд, а Вини Апис се присъединява към групата на Дио – Dio. Уорд напуска отново групата точно преди турнето от 1983 г. На негово място свири бившия барабанист на Electric Light Orchestra Бев Беван.

## Записване на албума
„Born Again“ е записан през лятото на 1983 г. в The Manor Studio. Основната критика към албума е относно продуцирането му. И Гилън и Айоми са на мнение, че то е ужасно. Вокала стига дотам, че обвинява Бътлър за лошото качество на звука. Независимо от това бившия вокал на групата Ози Озбърн казва в интервю за списание Circus (статията е озаглавена „Дали Сабат стават лилави“ – игра на думи с предишната група на Гилън): „Born Again е най-доброто нещо, което съм слушал от Sabbath, след като напуснах групата.“.
През 2005 г. се появява колекция от демо записи от албума. Тя съдържа всяка песен, която е оцеляла до крайния вариант на албума, а също така и неиздаваната дотогава The Fallen, както и пълната и неиздавана версия на Stonehenge. Според много от феновете продуцирането на демото е по-добро от колкото на финалния вариант на албума.
Trashed е свързана с инцидент, при който Гилън разбива колата на Уорд по време на състезание (на което бил пиян) около студиото. За Digital Bitch се говори, че е вдъхновена от Шарън Озбърн – дъщеря на тогавашния мениджър на групата Дон Арден и впоследствие съпруга на Ози Озбърн. За Disturbing the Priest Гилън казва: „Свирехме много силно на отворена врата... когато свършихме бях изненадан да видя един изнервен свещеник на вратата. Той ни обясни колко очарователна намирал музиката ни, но имали репетиция с хора в близката църква и ни помоли да затворим вратата. Веднага му се извиних и започнахме да се придържаме към графика на хористите и повече не свирехме по това време. На следващата вечер бях пийнал няколко бири със свещеника и дадох няколко автографа на момчетата от хора. Тогава на Гийзър му хрумна заглавието и се смяхме на историята още няколко дена“.

## Обложката
Обложката изобразява бебе с рога и вампирски зъби и е дело на Стив Джул. Освен нея, той написва на ръка текстовете от вътрешната страна. Целта на умишлено зловещия дизайн била обложката да бъде отхвърлена от комисията, тъй като Джул бил на доходоносна работа при Ози Озбърн. За ужас и изненада на дизайнера, Айоми и Бътлър харесали обложката. Гилън и Уорд не присъствали при избора на обложка, но по-късно споделили, че ненавиждат крайния вариант. Според слуховете Гилън толкова ненавиждал обложката, че изхвърлил през прозореца си кашон с 50 записа. Джул заявява, че бил пиян и надрусан, когато завършвал обложката. Тя е мразена и от много фенове, но също така има много, които я харесват (както и албума), най-известните от които са Макс Кавалера и Глен Бентън (и двамата заявяват, че това е любимата им обложка). Крис Бърнс от Six Feet Under също харесва обложката: „Това наистина е раждането на Антихриста в поп-арт вариант, което за мен е страшно на няколко различни нива“.

## Турнето
Турнето е съпътствано от проблеми, включително малкото място на сцената, поради декорите на Стоунхендж. В интервю от 2005 г., Гийзър Бътлър заявява, че причината за това била грешка в размерите на декорите (метри и футове), резултатът от която е три пъти по-големи камъни. Въпреки това на снимки от концертите се вижда, че някои от камъните са използвани.
В началото на турнето имало джудже, с костюм на бебето демон от обложката. Освен това на това турне Sabbath изпълняват Smoke on the Water. Това е един от малкото случаи, в които групата изпълнява на живо и тя не била приета добре от публиката. Гилън казва, че идеята да свирят една от класиките на Deep Purple е на Айоми и Бътлър, те казват, че е негова. На турнето са изпълнявани само две песни от албумите с Дио, поради причината, че гласът на Гилън пасвал по-добре на песните на Ози.

## Състав
- Иън Гилън – вокали
- Тони Айоми – китара, флейта
- Гийзър Бътлър – бас
- Бил Уорд – барабани
- Джеф Николс – клавишни

## Песни
Всички песни са написани от Айоми, Гилън, Бътлър и Уорд.
| Born Again | Born Again            | Born Again | Born Again | Born Again | Born Again | Born Again | Born Again | Born Again | Born Again |
| №          | Име                   | Време      |            |            |            |            |            |            |            |
| ---------- | --------------------- | ---------- | ---------- | ---------- | ---------- | ---------- | ---------- | ---------- | ---------- |
| 1.         | Trashed               | 4:16       |            |            |            |            |            |            |            |
| 2.         | Stonehenge            | 1:58       |            |            |            |            |            |            |            |
| 3.         | Disturbing the Priest | 5:49       |            |            |            |            |            |            |            |
| 4.         | The Dark              | 0:45       |            |            |            |            |            |            |            |
| 5.         | Zero the Hero         | 7:35       |            |            |            |            |            |            |            |
| 6.         | Digital Bitch         | 3:39       |            |            |            |            |            |            |            |
| 7.         | Born Again            | 6:34       |            |            |            |            |            |            |            |
| 8.         | Hot Line              | 4:52       |            |            |            |            |            |            |            |
| 9.         | Keep it Warm          | 5:36       |            |            |            |            |            |            |            |
| 41:04      |                       |            |            |            |            |            |            |            |            |

## Интересно
- В САЩ и Канада „Born Again“ никога не е издаван официално от Warner Bros. на CD. В такъв формат, той може да се намери само като вносен.
- През 1993 г., американската дет метъл група Cannibal Corpse правят кавър на Zero the Hero в ЕР-то Hammer Smashed Face.
- Zero the Hero има кавър и на Godflesh, в албума Masters of Misery: The Earache Tribute to Black Sabbath.
- През 1994 г. китариста на Danzig Джон Крист обвинява Guitar School, че са взели рифа на песента си Her Black Wings от Zero the Hero.
- През 2006 г., Иън Гилън презаписва Trashed с Тони Айоми, Иън Пейс и Роджър Глоувър за ретроспективната колекция Gillan's Inn.